# Bon gepakt
Bon gepakt is een nummer van de Nederlandse rapper Donnie en zanger René Froger. Het werd in 2021 als single uitgebracht en stond in 2023 als eerste track op het album De kibbelingsound van Donnie. Het nummer kwam binnen op de 22e plek in de Nederlandse Top 40, later behaalde het de vijfde plek.
Nadat rapper Donnie nummers opnam met volkszangers Frans Bauer en Frans Duijts nam hij in 2020 Bon gepakt op met Froger. Vanwege de coronacrisis en de maatregelen die werden getroffen werd het uitbrengen van het nummer vertraagd. De heren maakten de afspraak dat Donnie zou mogen optreden bij De Toppers wanneer het nummer twee miljoen streams had, wat behaald werd. De single heeft in Nederland de driemaal platina status.

## Hitnoteringen

### Nederlandse Top 40
| Hitnotering: 18-09-2021 t/m 27-11-2021 | Hitnotering: 18-09-2021 t/m 27-11-2021 | Hitnotering: 18-09-2021 t/m 27-11-2021 | Hitnotering: 18-09-2021 t/m 27-11-2021 | Hitnotering: 18-09-2021 t/m 27-11-2021 | Hitnotering: 18-09-2021 t/m 27-11-2021 | Hitnotering: 18-09-2021 t/m 27-11-2021 | Hitnotering: 18-09-2021 t/m 27-11-2021 | Hitnotering: 18-09-2021 t/m 27-11-2021 | Hitnotering: 18-09-2021 t/m 27-11-2021 | Hitnotering: 18-09-2021 t/m 27-11-2021 | Hitnotering: 18-09-2021 t/m 27-11-2021 | Hitnotering: 18-09-2021 t/m 27-11-2021 |
| Week:                                  | 1                                      | 2                                      | 3                                      | 4                                      | 5                                      | 6                                      | 7                                      | 8                                      | 9                                      | 10                                     | 11                                     |                                        |
| -------------------------------------- | -------------------------------------- | -------------------------------------- | -------------------------------------- | -------------------------------------- | -------------------------------------- | -------------------------------------- | -------------------------------------- | -------------------------------------- | -------------------------------------- | -------------------------------------- | -------------------------------------- | -------------------------------------- |
| Positie:                               | 22                                     | 10                                     | 7                                      | 5                                      | 7                                      | 13                                     | 17                                     | 19                                     | 22                                     | 32                                     | 37                                     | uit                                    |

### NederlandseSingle Top 100
| Hitnotering: 11-09-2021 t/m 29-10-2022 | Hitnotering: 11-09-2021 t/m 29-10-2022 | Hitnotering: 11-09-2021 t/m 29-10-2022 | Hitnotering: 11-09-2021 t/m 29-10-2022 | Hitnotering: 11-09-2021 t/m 29-10-2022 | Hitnotering: 11-09-2021 t/m 29-10-2022 | Hitnotering: 11-09-2021 t/m 29-10-2022 | Hitnotering: 11-09-2021 t/m 29-10-2022 | Hitnotering: 11-09-2021 t/m 29-10-2022 | Hitnotering: 11-09-2021 t/m 29-10-2022 | Hitnotering: 11-09-2021 t/m 29-10-2022 | Hitnotering: 11-09-2021 t/m 29-10-2022 | Hitnotering: 11-09-2021 t/m 29-10-2022 | Hitnotering: 11-09-2021 t/m 29-10-2022 | Hitnotering: 11-09-2021 t/m 29-10-2022 | Hitnotering: 11-09-2021 t/m 29-10-2022 | Hitnotering: 11-09-2021 t/m 29-10-2022 | Hitnotering: 11-09-2021 t/m 29-10-2022 | Hitnotering: 11-09-2021 t/m 29-10-2022 | Hitnotering: 11-09-2021 t/m 29-10-2022 | Hitnotering: 11-09-2021 t/m 29-10-2022 |
| Week:                                  | 1                                      | 2                                      | 3                                      | 4                                      | 5                                      | 6                                      | 7                                      | 8                                      | 9                                      | 10                                     | 11                                     | 12                                     | 13                                     | 14                                     | 15                                     | 16                                     | 17                                     | 18                                     | 19                                     | 20                                     |
| -------------------------------------- | -------------------------------------- | -------------------------------------- | -------------------------------------- | -------------------------------------- | -------------------------------------- | -------------------------------------- | -------------------------------------- | -------------------------------------- | -------------------------------------- | -------------------------------------- | -------------------------------------- | -------------------------------------- | -------------------------------------- | -------------------------------------- | -------------------------------------- | -------------------------------------- | -------------------------------------- | -------------------------------------- | -------------------------------------- | -------------------------------------- |
| Positie:                               | 8                                      | 3                                      | 3                                      | 3                                      | 4                                      | 5                                      | 4                                      | 5                                      | 5                                      | 6                                      | 10                                     | 13                                     | 14                                     | 17                                     | 26                                     | 33                                     | 47                                     | 17                                     | 25                                     | 28                                     |
| Week:                                  | 21                                     | 22                                     | 23                                     | 24                                     | 25                                     | 26                                     | 27                                     | 28                                     | 29                                     | 30                                     | 31                                     | 32                                     | 33                                     | 34                                     | 35                                     | 36                                     | 37                                     | 38                                     | 39                                     | 40                                     |
| Positie:                               | 28                                     | 34                                     | 33                                     | 31                                     | 27                                     | 18                                     | 37                                     | 42                                     | 45                                     | 51                                     | 53                                     | 43                                     | 36                                     | 38                                     | 42                                     | 48                                     | 52                                     | 46                                     | 53                                     | 56                                     |
| Week:                                  | 41                                     | 42                                     | 43                                     | 44                                     | 45                                     | 46                                     | 47                                     | 48                                     | 49                                     | 50                                     | 51                                     | 52                                     | 53                                     | 54                                     | 55                                     | 56                                     | 57                                     | 58                                     | 59                                     | 60                                     |
| Positie:                               | 60                                     | 62                                     | 57                                     | 46                                     | 47                                     | 44                                     | 48                                     | 48                                     | 48                                     | 49                                     | 54                                     | 59                                     | 73                                     | 71                                     | 73                                     | 70                                     | 95                                     | 98                                     | 92                                     | 93                                     |

### NPO Radio 2 Top 2000
Bon gepakt stond alleen in 2022 in de NPO Radio 2 Top 2000, op plek 1865.